# Anastasios Bakasetas
Anastasios Bakasetas (Grieks: Τάσος Μπακασέτας) (Korinthe, 28 juni 1993) is een Grieks voetballer die doorgaans speelt als aanvaller. In januari 2024 verruilde hij Trabzonspor voor Panathinaikos. Bakasetas maakte in 2016 zijn debuut in het Grieks voetbalelftal.

## Clubcarrière
Bakasetas speelde in de jeugdopleiding van Asteras Tripolis en maakte in het seizoen 2010/11 zijn debuut in het eerste elftal van die club. In januari 2011 werd hij verhuurd aan Thrasivoulos. Na zijn terugkeer speelde hij tweeënhalf jaar in het eerste van Asteras, grotendeels als reservespeler. Eind 2013 huurde Aris Saloniki de aanvaller voor een halfjaar. Ondanks zijn drie competitiedoelpunten in tien wedstrijden kon Bakasetas Aris niet behoeden voor degradatie.
In januari 2014 verliet de Griek Asteras definitief en hij tekende voor twee seizoenen bij Panionios. In zijn eerste halve seizoen kwam hij tot één treffer. Het jaar erop leverde elf competitiedoelpunten op in dertig optredens. Na afloop van deze jaargang nam AEK Athene hem over. In de hoofdstad zette Bakasetas zijn handtekening onder een verbintenis voor de duur van drie seizoenen. In januari 2019 verlengde hij dit contract met drie seizoenen tot medio 2022.
Ondanks deze contractverlenging verliet hij AEK toch om in de zomer voor Alanyaspor te gaan voetballen. Met de overgang was ongeveer een half miljoen euro gemoeid. Anderhalf jaar en zeventien competitiegoals later verkaste Bakasetas naar Trabzonspor, dat circa drie miljoen euro voor hem betaalde. Bij zijn nieuwe club zette hij zijn handtekening onder een verbintenis voor de duur van drieënhalf jaar. Een half seizoen voor dit contract afliep keerde Bakasetas terug naar Griekenland, waar hij voor Panathinaikos ging spelen.

## Clubstatistieken
| Seizoen | Club             | Competitie      | Competitie | Competitie | Beker | Beker | Internationaal | Internationaal | Totaal | Totaal |
| Seizoen | Club             | Competitie      | Wed.       | Dlp.       | Wed.  | Dlp.  | Wed.           | Dlp.           | Wed.   | Dlp.   |
| ------- | ---------------- | --------------- | ---------- | ---------- | ----- | ----- | -------------- | -------------- | ------ | ------ |
| 2010/11 | Asteras Tripolis | Super League    | 5          | 0          | 4     | 0     | —              | —              | 9      | 0      |
| 2010/11 | → Thrasivoulos   | Football League | 10         | 1          | 0     | 0     | —              | —              | 10     | 1      |
| 2011/12 | Asteras Tripolis | Super League    | 9          | 1          | 1     | 0     | —              | —              | 10     | 1      |
| 2012/13 | Asteras Tripolis | Super League    | 10         | 2          | 0     | 0     | 4              | 0              | 14     | 2      |
| 2013/14 | Asteras Tripolis | Super League    | 9          | 0          | 2     | 0     | 1              | 0              | 12     | 0      |
| 2013/14 | → Aris Saloniki  | Super League    | 10         | 3          | 0     | 0     | —              | —              | 10     | 3      |
| 2014/15 | Asteras Tripolis | Super League    | 8          | 1          | 2     | 0     | 6              | 1              | 16     | 2      |
| 2014/15 | Panionios        | Super League    | 13         | 1          | 1     | 0     | —              | —              | 14     | 1      |
| 2015/16 | Panionios        | Super League    | 30         | 11         | 6     | 1     | —              | —              | 36     | 12     |
| 2016/17 | AEK Athene       | Super League    | 23         | 4          | 5     | 2     | 2              | 0              | 30     | 6      |
| 2017/18 | AEK Athene       | Super League    | 27         | 6          | 9     | 2     | 8              | 0              | 44     | 8      |
| 2018/19 | AEK Athene       | Super League    | 22         | 4          | 3     | 1     | 5              | 1              | 30     | 6      |
| 2019/20 | Alanyaspor       | Süper Lig       | 34         | 10         | 9     | 4     | —              | —              | 43     | 14     |
| 2020/21 | Alanyaspor       | Süper Lig       | 19         | 7          | 2     | 0     | 1              | 0              | 22     | 7      |
| 2020/21 | Trabzonspor      | Süper Lig       | 19         | 6          | 0     | 0     | —              | —              | 19     | 6      |
| 2021/22 | Trabzonspor      | Süper Lig       | 34         | 8          | 5     | 1     | 4              | 0              | 43     | 9      |
| 2022/23 | Trabzonspor      | Süper Lig       | 27         | 8          | 4     | 1     | 10             | 4              | 41     | 13     |
| 2023/24 | Trabzonspor      | Süper Lig       | 18         | 4          | 1     | 1     | —              | —              | 19     | 5      |
| 2023/24 | Panathinaikos    | Super League    | 15         | 7          | 5     | 0     | —              | —              | 20     | 7      |
| 2024/25 | Panathinaikos    | Super League    | 0          | 0          | 0     | 0     | 1              | 1              | 1      | 1      |
| Totaal  | Totaal           | Totaal          | 342        | 84         | 59    | 13    | 42             | 7              | 443    | 104    |

Bijgewerkt op 25 juli 2024.

## Interlandcarrière
Bakasetas maakte zijn debuut in het Grieks voetbalelftal op 4 juni 2016, toen met 1–0 verloren van Australië. Mathew Leckie nam het doelpunt voor zijn rekening. Bakasetas moest van bondscoach Michael Skibbe op de reservebank beginnen en hij viel in de rust in voor Dimitris Diamantakos. Tijdens zijn negenentwintigste interland kwam de aanvallende middenvelder voor het eerst tot scoren in de nationale ploeg. Hij opende vanuit een strafschop de score tegen Moldavië. Uiteindelijk scoorde ook Petros Mantalos nog waardoor Griekenland met 2–0.
| Interlands van Anastasios Bakasetas voor Griekenland | Interlands van Anastasios Bakasetas voor Griekenland | Interlands van Anastasios Bakasetas voor Griekenland | Interlands van Anastasios Bakasetas voor Griekenland | Interlands van Anastasios Bakasetas voor Griekenland | Interlands van Anastasios Bakasetas voor Griekenland | Interlands van Anastasios Bakasetas voor Griekenland |
| №                                                    | Datum                                                | Wedstrijd                                            | Uitslag                                              | Competitie                                           | Goals                                                |                                                      |
| Als speler bij Panionios                             | Als speler bij Panionios                             | Als speler bij Panionios                             | Als speler bij Panionios                             | Als speler bij Panionios                             | Als speler bij Panionios                             | Als speler bij Panionios                             |
| ---------------------------------------------------- | ---------------------------------------------------- | ---------------------------------------------------- | ---------------------------------------------------- | ---------------------------------------------------- | ---------------------------------------------------- | ---------------------------------------------------- |
| 1                                                    | 4 juni 2016                                          | Australië – Griekenland                              | 1 – 0                                                | Vriendschappelijk                                    |                                                      |                                                      |
| 2                                                    | 7 juni 2016                                          | Australië – Griekenland                              | 1 – 2                                                | Vriendschappelijk                                    |                                                      |                                                      |
| Als speler bij AEK Athene                            |                                                      |                                                      |                                                      |                                                      |                                                      |                                                      |
| 3                                                    | 1 september 2016                                     | Nederland – Griekenland                              | 1 – 2                                                | Vriendschappelijk                                    |                                                      |                                                      |
| 4                                                    | 6 september 2016                                     | Gibraltar – Griekenland                              | 1 – 4                                                | WK 2018 kwalificatie                                 |                                                      |                                                      |
| 5                                                    | 7 oktober 2016                                       | Griekenland – Cyprus                                 | 2 – 0                                                | WK 2018 kwalificatie                                 |                                                      |                                                      |
| 6                                                    | 10 oktober 2016                                      | Estland – Griekenland                                | 0 – 2                                                | WK 2018 kwalificatie                                 |                                                      |                                                      |
| 7                                                    | 9 juni 2017                                          | Bosnië en Herzegovina – Griekenland                  | 0 – 0                                                | WK 2018 kwalificatie                                 |                                                      |                                                      |
| 8                                                    | 31 augustus 2017                                     | Griekenland – Estland                                | 0 – 0                                                | WK 2018 kwalificatie                                 |                                                      |                                                      |
| 9                                                    | 3 september 2017                                     | Griekenland – België                                 | 1 – 2                                                | WK 2018 kwalificatie                                 |                                                      |                                                      |
| 10                                                   | 9 november 2017                                      | Kroatië – Griekenland                                | 4 – 1                                                | WK 2018 kwalificatie                                 |                                                      |                                                      |
| 11                                                   | 12 november 2017                                     | Griekenland – Kroatië                                | 0 – 0                                                | WK 2018 kwalificatie                                 |                                                      |                                                      |
| 12                                                   | 23 maart 2018                                        | Griekenland – Zwitserland                            | 0 – 1                                                | Vriendschappelijk                                    |                                                      |                                                      |
| 13                                                   | 27 maart 2018                                        | Egypte – Griekenland                                 | 0 – 1                                                | Vriendschappelijk                                    |                                                      |                                                      |
| 14                                                   | 15 mei 2018                                          | Saoedi-Arabië – Griekenland                          | 2 – 0                                                | Vriendschappelijk                                    |                                                      |                                                      |
| 15                                                   | 8 september 2018                                     | Estland – Griekenland                                | 0 – 1                                                | Nations League 2018/19                               |                                                      |                                                      |
| 16                                                   | 12 oktober 2018                                      | Griekenland – Hongarije                              | 1 – 0                                                | Nations League 2018/19                               |                                                      |                                                      |
| 17                                                   | 15 oktober 2018                                      | Finland – Griekenland                                | 2 – 0                                                | Nations League 2018/19                               |                                                      |                                                      |
| 18                                                   | 15 november 2018                                     | Griekenland – Finland                                | 1 – 0                                                | Nations League 2018/19                               |                                                      |                                                      |
| 19                                                   | 18 november 2018                                     | Griekenland – Estland                                | 0 – 1                                                | Nations League 2018/19                               |                                                      |                                                      |
| 20                                                   | 23 maart 2019                                        | Liechtenstein – Griekenland                          | 0 – 2                                                | EK 2020 kwalificatie                                 |                                                      |                                                      |
| 21                                                   | 8 juni 2019                                          | Griekenland – Italië                                 | 0 – 3                                                | EK 2020 kwalificatie                                 |                                                      |                                                      |
| Als speler bij Alanyaspor                            |                                                      |                                                      |                                                      |                                                      |                                                      |                                                      |
| 22                                                   | 12 oktober 2019                                      | Italië – Griekenland                                 | 2 – 0                                                | EK 2020 kwalificatie                                 |                                                      |                                                      |
| 23                                                   | 15 oktober 2019                                      | Griekenland – Bosnië en Herzegovina                  | 2 – 1                                                | EK 2020 kwalificatie                                 |                                                      |                                                      |
| 24                                                   | 15 november 2019                                     | Armenië – Griekenland                                | 0 – 1                                                | EK 2020 kwalificatie                                 |                                                      |                                                      |
| 25                                                   | 18 november 2019                                     | Griekenland – Finland                                | 2 – 1                                                | EK 2020 kwalificatie                                 |                                                      |                                                      |
| 26                                                   | 3 september 2020                                     | Slovenië – Griekenland                               | 0 – 0                                                | Nations League 2020/21                               |                                                      |                                                      |
| 27                                                   | 6 september 2020                                     | Kosovo – Griekenland                                 | 1 – 2                                                | Nations League 2020/21                               |                                                      |                                                      |
| 28                                                   | 7 oktober 2020                                       | Oostenrijk – Griekenland                             | 2 – 1                                                | Vriendschappelijk                                    |                                                      |                                                      |
| 29                                                   | 11 oktober 2020                                      | Griekenland – Moldavië                               | 2 – 0                                                | Nations League 2020/21                               | 45+3' (pen.)                                         |                                                      |
| 30                                                   | 14 oktober 2020                                      | Griekenland – Kosovo                                 | 0 – 0                                                | Nations League 2020/21                               |                                                      |                                                      |
| 31                                                   | 11 november 2020                                     | Griekenland – Cyprus                                 | 2 – 1                                                | Vriendschappelijk                                    |                                                      |                                                      |
| 32                                                   | 15 november 2020                                     | Moldavië – Griekenland                               | 0 – 2                                                | Nations League 2020/21                               | 41'                                                  |                                                      |
| 33                                                   | 18 november 2020                                     | Griekenland – Slovenië                               | 0 – 0                                                | Nations League 2020/21                               |                                                      |                                                      |
| Als speler bij Trabzonspor                           |                                                      |                                                      |                                                      |                                                      |                                                      |                                                      |
| 34                                                   | 25 maart 2021                                        | Spanje – Griekenland                                 | 1 – 1                                                | WK 2022 kwalificatie                                 | 56' (pen.)                                           |                                                      |
| 35                                                   | 28 maart 2021                                        | Griekenland – Honduras                               | 2 – 1                                                | Vriendschappelijk                                    |                                                      |                                                      |
| 36                                                   | 31 maart 2021                                        | Griekenland – Georgië                                | 1 – 1                                                | WK 2022 kwalificatie                                 |                                                      |                                                      |
| 37                                                   | 3 juni 2021                                          | België – Griekenland                                 | 1 – 1                                                | Vriendschappelijk                                    |                                                      |                                                      |
| 38                                                   | 6 juni 2021                                          | Noorwegen – Griekenland                              | 1 – 2                                                | Vriendschappelijk                                    |                                                      |                                                      |
| 39                                                   | 1 september 2021                                     | Zwitserland – Griekenland                            | 2 – 1                                                | Vriendschappelijk                                    |                                                      |                                                      |
| 40                                                   | 5 september 2021                                     | Kosovo – Griekenland                                 | 1 – 1                                                | WK 2022 kwalificatie                                 |                                                      |                                                      |
| 41                                                   | 8 september 2021                                     | Griekenland – Zweden                                 | 2 – 1                                                | WK 2022 kwalificatie                                 | 62'                                                  |                                                      |
| 42                                                   | 9 oktober 2021                                       | Georgië – Griekenland                                | 0 – 2                                                | WK 2022 kwalificatie                                 | 90' (pen.)                                           |                                                      |
| 43                                                   | 12 oktober 2021                                      | Zweden – Griekenland                                 | 2 – 0                                                | WK 2022 kwalificatie                                 |                                                      |                                                      |
| 44                                                   | 25 maart 2022                                        | Roemenië – Griekenland                               | 0 – 1                                                | Vriendschappelijk                                    |                                                      |                                                      |
| 45                                                   | 28 maart 2022                                        | Montenegro – Griekenland                             | 1 – 0                                                | Vriendschappelijk                                    |                                                      |                                                      |
| 46                                                   | 2 juni 2022                                          | Noord-Ierland – Griekenland                          | 0 – 1                                                | Nations League 2022/23                               | 39'                                                  |                                                      |
| 47                                                   | 5 juni 2022                                          | Kosovo – Griekenland                                 | 0 – 1                                                | Nations League 2022/23                               | 36'                                                  |                                                      |
| 48                                                   | 9 juni 2022                                          | Griekenland – Cyprus                                 | 3 – 0                                                | Nations League 2022/23                               | 8'                                                   |                                                      |
| 49                                                   | 12 juni 2022                                         | Griekenland – Kosovo                                 | 2 – 0                                                | Nations League 2022/23                               |                                                      |                                                      |
| 50                                                   | 24 september 2022                                    | Cyprus – Griekenland                                 | 1 – 0                                                | Nations League 2022/23                               |                                                      |                                                      |
| 51                                                   | 27 september 2022                                    | Griekenland – Noord-Ierland                          | 3 – 1                                                | Nations League 2022/23                               |                                                      |                                                      |
| 52                                                   | 17 november 2022                                     | Malta – Griekenland                                  | 2 – 2                                                | Vriendschappelijk                                    | 39'                                                  |                                                      |
| 53                                                   | 20 november 2022                                     | Hongarije – Griekenland                              | 2 – 1                                                | Vriendschappelijk                                    | 81' (pen.)                                           |                                                      |
| 54                                                   | 24 maart 2023                                        | Gibraltar – Griekenland                              | 0 – 3                                                | EK 2024 kwalificatie                                 | 58'                                                  |                                                      |
| 55                                                   | 27 maart 2023                                        | Griekenland – Litouwen                               | 0 – 0                                                | Vriendschappelijk                                    |                                                      |                                                      |
| 56                                                   | 16 juni 2023                                         | Griekenland – Ierland                                | 2 – 1                                                | EK 2024 kwalificatie                                 | 15' (pen.)                                           |                                                      |
| 57                                                   | 19 juni 2023                                         | Frankrijk – Griekenland                              | 1 – 0                                                | EK 2024 kwalificatie                                 |                                                      |                                                      |
| 58                                                   | 7 september 2023                                     | Nederland – Griekenland                              | 3 – 0                                                | EK 2024 kwalificatie                                 |                                                      |                                                      |
| 59                                                   | 10 september 2023                                    | Griekenland – Gibraltar                              | 5 – 0                                                | EK 2024 kwalificatie                                 |                                                      |                                                      |
| 60                                                   | 13 oktober 2023                                      | Ierland – Griekenland                                | 0 – 2                                                | EK 2024 kwalificatie                                 |                                                      |                                                      |
| 61                                                   | 16 oktober 2023                                      | Griekenland – Nederland                              | 0 – 1                                                | EK 2024 kwalificatie                                 |                                                      |                                                      |
| 62                                                   | 17 november 2023                                     | Griekenland – Nieuw-Zeeland                          | 2 – 0                                                | Vriendschappelijk                                    |                                                      |                                                      |
| 63                                                   | 21 november 2023                                     | Griekenland – Frankrijk                              | 2 – 2                                                | EK 2024 kwalificatie                                 | 56'                                                  |                                                      |
| Als speler bij Panathinaikos                         |                                                      |                                                      |                                                      |                                                      |                                                      |                                                      |
| 64                                                   | 21 maart 2024                                        | Griekenland – Kazachstan                             | 5 – 0                                                | EK 2024 kwalificatie                                 | 9' (pen.)                                            |                                                      |
| 65                                                   | 26 maart 2024                                        | Georgië – Griekenland                                | 0 – 0 (4 – 2 n.s.)                                   | EK 2024 kwalificatie                                 |                                                      |                                                      |
| 66                                                   | 7 juni 2024                                          | Duitsland – Griekenland                              | 2 – 1                                                | Vriendschappelijk                                    |                                                      |                                                      |
| 67                                                   | 11 juni 2024                                         | Malta – Griekenland                                  | 0 – 2                                                | Vriendschappelijk                                    | 7' (pen.)                                            |                                                      |

Bijgewerkt op 25 juli 2024.

## Erelijst
| Competitie      |            |            |            |            |
| Competitie      | Aantal     | Jaren      |            |            |
| AEK Athene      | AEK Athene | AEK Athene | AEK Athene | AEK Athene |
| --------------- | ---------- | ---------- | ---------- | ---------- |
| Super League    | 1          | 2017/18    |            |            |
| Trabzonspor     |            |            |            |            |
| Süper Lig       | 1          | 2021/22    |            |            |
| Süper Kupa      | 1          | 2022       |            |            |
| Panathinaikos   |            |            |            |            |
| Kupello Elladas | 1          | 2023/24    |            |            |